# Bakari Koné
Bakari Koné (Abidjan, 17 september 1981) is een Ivoriaans voetballer die de positie van spits bekleedt. Baky, zoals zijn bijnaam luidt, tekende in mei 2010 een driejarig contract bij Lekhwiya Sports Club in Qatar

## Carrière
Zoals meerdere internationaal doorgebroken Ivoriaanse voetballer begon Koné zijn carrière bij ASEC Mimosas. In 1999 werd hij professional. In de drie jaar die Koné bij ASEC Mimosas speelde, won hij drie keer de Ivoriaanse competitie en één keer de CAF Supercup. In 2002 ging Koné spelen bij de Al-Ittihad uit Qatar. Hier speelde hij een half jaar. Daarna ging hij bij het Franse FC Lorient in de Ligue 2 spelen. Hiermee miste Koné in zijn eerste seizoen net promotie, maar hij werd wel Speler van het Jaar en topscorer. Aan het eind van het seizoen 2004-05 werd hij verkocht aan OGC Nice. Voor deze club speelde Koné 95 wedstrijden waarin hij 34 keer scoorde, voordat hij in 2008 naar Olympique Marseille ging.

## Familie
Koné heeft negen broers en vijf zussen. Hij is de oudere broer van profvoetballer Arouna Koné.